# Kulturgeschichte der Kartoffel (Luxemburg)
Einer gängigen Darstellung nach sollen die ersten Kartoffeln um 1720 unter Kaiser Karl VI. den Weg nach Luxemburg, das damals als Herzogtum Luxemburg Teil der Österreichischen Niederlande war, gefunden haben. Ihre Verbreitung sei aber an der Rückständigkeit der Bauern gescheitert. Erst unter der „guten“ Kaiserin Maria Theresia, die um 1746 gratis Kartoffelknollen an ihre Untertanen habe verteilen lassen, sei es zum Durchbruch gekommen, nicht zuletzt, weil die Bevölkerung genaue Instruktionen zum Anbau der Kartoffeln erhalten habe. In den Dörfern sei nämlich der Gemeindebote damit beauftragt gewesen, den Leuten nach der Sonntagsmesse zu erklären, wie und wann Kartoffeln anzupflanzen seien. Die Maria-Theresia-Version wird schon durch die historisch belegte Tatsache, dass der Baron von Erpeldingen im Jahre 1740 Kartoffeln an seine Bauern verteilt hat, in Frage gestellt, entscheidend aber vor allem durch eine 1852 veröffentlichte Studie über die Einführung der Kartoffel in das Herzogtum Luxemburg.

## Eine Studie aus dem Jahre 1852

Gaspard Théodore Ignace de la Fontaine (1787–1871)

Ihr Autor war der frühere Gouverneur von Luxemburg Gaspard Théodore Ignace de la Fontaine und ihr Titel lautete Notice sur les pommes de terre et sur l'époque de leur introduction dans le pays de Luxembourg et les Ardennes wallonnes.
Die Rolle von Maria Theresia verwies de la Fontaine elegant ins Reich der Legenden. Die Kartoffel sei 1746 bereits an vielen Orten im Herzogtum kultiviert worden, und damals selbst in den Ardennen längst nicht mehr nur in den Gärten, wie das anfangs überall der Fall gewesen sei, sondern auch bereits auf den Feldern anzutreffen gewesen. Die Analyse von einigen um den Kartoffelzehnten geführten Prozesse ließ ihn schätzen, die Einführung der Kartoffel habe gegen 1720 stattgefunden.

## Prozesse um den Kartoffelzehnten
Bei den erwähnten Prozessen ging es um Folgendes: Die Bauern unterlagen dem Zehnten (frz.: la dîme) und mussten demgemäß den zehnten Teil ihrer Produktion, jede zehnte Garbe Getreide, zum Beispiel, an den Zehntherrn abgeben. Diese Zehntabgaben lagen seit Jahrhunderten verbrieft und unangefochten fest. Schwierigkeiten gab es, als Anfang des 16. Jahrhunderts infolge der Entdeckungsfahrten immer mehr bisher unbekannte Pflanzen auftauchten. Kaiser Karl V. sorgte mit zwei Ordonnanzen, die eine von 1520, die andere aus dem Jahre 1530, für Klarheit: die neuen Pflanzen seien zehntpflichtig; der Zehnte dürfe nur dann nicht erhoben werden, wenn er nachweislich während vierzig Jahren nicht von der neuen Pflanze gefordert worden sei. In diesen Prozessen ging es für die Bauern darum, durch Aussage von hochbetagten Zeugen, nachzuweisen, dass seit mehr als vierzig Jahren kein Zehnt auf den Kartoffeln erhoben worden, und somit jedweder Anspruch des Zehntherrn verjährt sei.

## Knaphoscheid 1709
Auch wenn diese Zeugenaussagen mit etwas Vorsicht zu genießen sind, so geben sie trotzdem wertvolle Hinweise auf den ungefähren Zeitpunkt des ersten Anbaus der Kartoffel in den jeweiligen Ortschaften. Am interessantesten in dieser Hinsicht ist der Zehntprozess der Jesuitenuntertanen von Boegen und Wintger, wo ein 77-jähriger Zeuge unterm Datum vom 7. Februar 1764 aussagt, im kalten Winter 1709 habe man in Knaphoscheid angefangen, Kartoffeln im Garten und dann auch in den Feldern anzupflanzen, und 1718 habe er in Boegen einen halben Morgen im Feld angepflanzt gesehen.
Der Hinweis auf 1709 lässt aufhorchen, denn das war meteorologisch gesehen ein außergewöhnliches Jahr! Der verregnete Sommer des Jahres 1708 hatte zu einer Missernte geführt, auf die der längste und kälteste Winter (1708/09) folgte, den man seit Menschengedenken erlebt hatte. Das Thermometer sank bis auf umgerechnet 30 Grad unter Null, der Wein fror in den Fässern im Weinkeller, die Obstbäume platzten vor Kälte, Vögel, erzählt die Chronik, seien im Fluge tot zur Erde gefallen. Die ausgesäte Hartfrucht (Wintergetreide) erfror. Wegen des andauernden Frostes konnte die Lenzsaat (Sommergetreide) nicht zur rechten Zeit stattfinden, so dass es schließlich weder Getreide noch Stroh gab. Die Hungersnot war unvermeidlich und so groß, dass ausgehungerte Menschen verendete Tiere aßen. — Eigentlich genau der richtige Moment, es mal mit dem Anpflanzen der Kartoffel, der man bisher vielleicht misstraut hatte, zu probieren, aber dann bitte im Frühjahr, und nicht im Winter, wie der obige Zeuge dies ausgesagt hat. Die Hungersnot von 1709 und der folgenden Jahre kann jedenfalls die Einbürgerung und Verbreitung der Kartoffel im Herzogtum Luxemburg entscheidend gefördert haben. Nicht auszuschließen ist auch, dass die lokalen Kollateralschäden des spanischen Erbfolgekriegs (1701–1714) das ihrige zu dieser Entwicklung beigetragen haben mögen.

## Esch/Sauer 1707
In einem 1755 vor dem Gericht von Durbuy (heute Belgien) geführten Prozess gegen die Einwohner des Dorfes Wéris sagten drei Zeugen aus, man habe nach dem harten Winter von 1709 mit dem Anpflanzen der Kartoffel begonnen, andere Zeugen nannten die Jahre 1703, 1706, 1710 und 1712. In dieses Schema passt folgende Feststellung des Historikers Alphonse Sprunck: „Kartoffeln wurden schon um 1710 in kleinen Mengen im Herzogtum Luxemburg angebaut, wahrscheinlich zuerst in den kleinen Abhängen, die auf hügeligem Gelände zwischen einzelnen Feldern lagen.“ Der Luxemburger Postperzeptor und Schriftsteller Gregor Spedener glaubte es noch präziser zu wissen und schrieb deshalb, der erste Kartoffelbauer des Landes sei Charles Bernard du Bost-Moulin von Esch a. d. Sauer gewesen, welcher 1707 Knollen „aus fernen Landen“ mitgebracht und sie dann in Esch/Sauer angepflanzt habe.
Bemerkenswert ist, dass die beiden angeblichen Erstanpflanzungen der Kartoffel auf heutigem luxemburgischen Boden — Knaphoscheid und Esch/Sauer — im Ösling liegen. Dies entspricht der allgemeinen historischen Erkenntnis, dass die Kartoffel zuerst in den ertragsarmen Mittelgebirgen, dem „Land der armen Leute“, angebaut wurde. Bemerkenswert ist ebenfalls, dass das Ösling genau in der Stoßrichtung der von Osten her aus dem Rheinland vorrückenden Kartoffel liegt.

## Der Topinambur

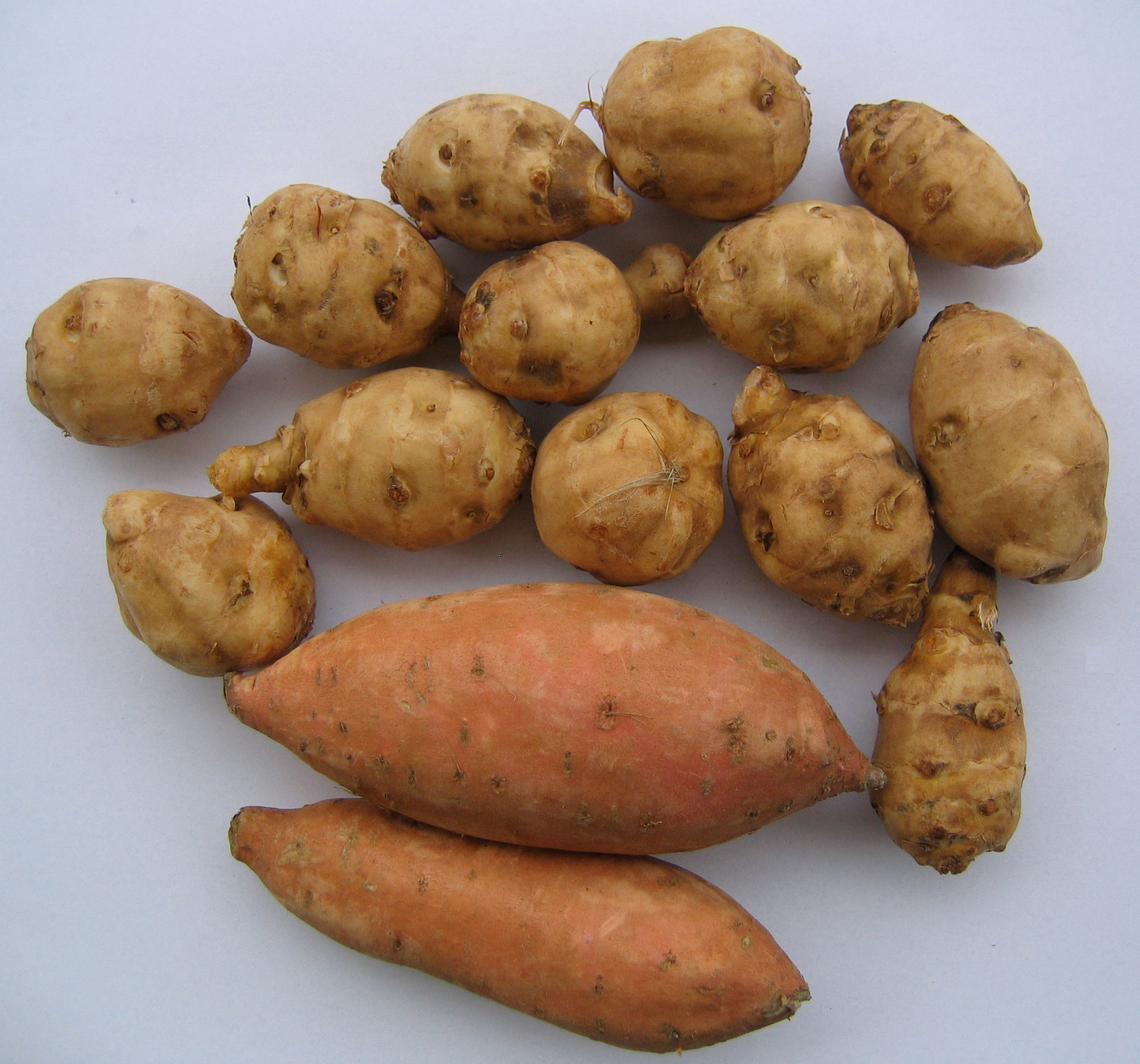
Topinambure (rundlich, bräunlich, ca. 5–7 cm) und Süßkartoffeln (spindelförmig, rötlich, ca. 15 cm)

In den luxemburgischen Gerichtsakten des 18. Jahrhunderts taucht die Kartoffel unter dem französischen Namen topinambour oder dem deutschen Namen Grundbirne auf.
Der Name topinambour (dt.: Topinambur) wurde ursprünglich für eine um das Jahr 1600 aus Nordamerika eingeführte Knollenpflanze benutzt, welche gegen Ende des 17. und Anfang des 18. Jahrhunderts im Elsass und in Lothringen unter dem Namen pomme de terre (wörtlich übersetzt: Erdapfel) angepflanzt wurde. Ihr wissenschaftlicher Name ist Helianthus tuberosus; sie ist eine Verwandte der ebenfalls aus Nordamerika stammenden Sonnenblume. In Wallonien wurde sie auf Grund ihrer Herkunft canada genannt, eine Abkürzung für truffe du Canada (Kanada-Trüffel; wegen der Trüffel ähnlichen Knolle) oder artichaut du Canada (Kanada-Artischocke; wegen des Artischocken ähnlichen Geschmacks der gekochten Knolle).
Wurde früher behauptet, die Kartoffel sei im Elsass bereits 1623 vorhanden gewesen, so weiß man heute, dass es sich hierbei um den Topinambur gehandelt hat, genauso wie in der Pfalz, wo letzterer um 1660 auf dem freien Feld angebaut wurde.
Nach Luxemburg gelangte der Topinambur Anfang des 18. Jahrhunderts. In der Flore du Grand-Duché de Luxembourg (1875) des Apothekers Jean Henri Guillaume Krombach und in der Flora der Heimat (1897) von Edmond J. Klein wird dieses Gewächs als russesch Gromper, russische Kartoffel, bezeichnet. Diesen und ähnliche Namen kennt man auch andernorts im deutschen Sprachgebiet: russische Erpel (Erpel = Erdäpfel) (stellenweise am Niederrhein) und russische Bodenbirn (im Bayerischen Schwaben). Hier scheint „russisch“ nicht primär in seiner geographischen Bedeutung, sondern eher im Sinne von minderwertig gebraucht zu werden, so wie dies in Baden durch Hinzufügen von „Ross“ geschehen war: Rosserdepfel, Rossherdäpfel, Rossepfel, Rosskartoffle, Rossgrumbiire, oder in Niederösterreich mit der Bezeichnung Judenerdapfel.
Als sich später die Kartoffel zum Topinambur hinzugesellte und ihn zu verdrängen begann, hat man die Namen der beiden Neophyten zunehmend verwechselt, vor allem auf Verwaltungsebene, während das Volk durchwegs noch zwischen topinambour (Helianthus) und poire de terre, Grundbirne, crompire (Kartoffel) zu unterscheiden wusste, zumindest am Anfang. Später wurde aus der Kartoffel ja bekanntlich auch ein Erdapfel, aardappel oder pomme de terre. So erklärt es sich, dass ein Advokat aus Brüssel im Laufe eines Prozesses vor dem Hohen Gericht von Durbuy (Herzogtum Luxemburg) im Jahre 1764 behaupten konnte, es sei allgemein gewusst, dass patates (ursprüngliche Bezeichnung für Süßkartoffeln), topinambours, crompires, canadas, pommes de terre und poires de terre synonym seien.

## Zeitweilige Koexistenz von Topinambur und Grundbirne
Die grundlegende Arbeit La pomme de terre en Wallonie au XVIIIe siècle (1976) des belgischen Historikers Fernand Pirotte erlaubt folgende Gesamtdarstellung der Verbreitung der Kartoffel in Luxemburg:
1. Am Anfang des 18. Jahrhunderts wird eine erste bisher unbekannte Knollenpflanze, der Topinambur, wahrscheinlich von Lothringen her, in das Herzogtum Luxemburg eingeführt, und zwar unter dessen in Lothringen gebräuchlichen Namen pomme de terre (wörtlich: Erdapfel).
2. Um 1715–1720 wird vom Rheinland (spätere Rheinprovinz) her eine weitere Knollenpflanze, die Kartoffel, die poire de terre oder (wörtlich) Grundbirne, vom Volke crompire oder grompir genannt, importiert. (Vor diesem Zeitraum liegende Kartoffelvorkommen wie in Esch/Sauer, Knaphoscheid usw. wären demnach als eine Art Vorbote zu betrachten, vorausgesetzt, dass sie einen historischen Fakt entsprechen.)
3. Die beiden Arten koexistieren während einiger Zeit, bei schnell zunehmender Dominanz der Kartoffel, die innerhalb von 20 bis 25 Jahren, also noch vor 1740 den Topinambur überflügelt hat. In den 1750er, spätestens Anfang der 1760er Jahre, hat die Kartoffel den Topinambur definitiv verdrängt.
Paradoxerweise behielten die Behörden die Bezeichnung topinambour bei, verwendeten sie aber von ca. 1740/50 an für die Kartoffel, die sie bis dahin quasi ignoriert hatten, da sich ihr Anbau auf die Gärten beschränkt hatte und somit zehntfrei geblieben war.
Die Kartoffel hatte in der Zwischenzeit auch ihren Platz in der damals praktizierten Dreifelderwirtschaft gefunden. Anstatt ein Feld alle drei Jahre brach liegen zu lassen und es als Viehweide zu benutzen, bepflanzte der Bauer es jetzt mit der neuen Frucht, die den Boden so schön lockerte, dass man ihn sofort nach ihrer Ernte mit Getreide einsäen konnte.
Auch für Diebe wurde die Kartoffel attraktiv. So verurteilte das Stadtgericht von Echternach am 13. November 1752 zwei Buben, die zur Vesperzeit in einem Garten Kartoffeln gestohlen hatten, dazu, „eine halbe stund im lumprinck oder halseisen zu stehen“, während ihre zwei Mitläufer neben ihnen „grad so lang mit grundbirren um den hals und entdecktem haupt“ stehen mussten. Der Anbau der Kartoffel muss damals in der Echternacher Gegend schon ziemlich verbreitet gewesen sein. Dies wird bestätigt durch einen Bericht aus dem Jahre 1764, worin es heißt, die Bauern des Kantons würden die „poires de terre“ oder „topinambours“ in großen Mengen anpflanzen.

## Luxemburger Kartoffeln für Niederösterreich
Während der Kartoffelanbau Mitte des 18. Jahrhunderts im damals bekanntlich als Teil der Österreichischen Niederlande zu Österreich gehörenden Luxemburg bereits allgemein verbreitet war, scheint dies in Österreich selbst kaum der Fall gewesen zu sein. Eine entscheidende Rolle bei ihrer Verbreitung in Niederösterreich soll der luxemburgische Geistliche Johann Eberhard Jungblut (1722–1795) gespielt haben. 1761, kurz nach seinem Amtsantritt als Pfarrer in Prinzendorf an der Zaya, soll er dorthin Kartoffeln aus seiner so genannten „holländischen“, richtiger ausgedrückt aus seiner österreichisch-niederländischen Heimat eingeführt haben. Von Prinzendorf aus soll sich die Kartoffel dann im Weinviertel und darüber hinaus verbreitet haben. Jungblut ist als der „Erdäpfelpfarrer“ von Prinzendorf in die Geschichte eingegangen.

## Kartoffeln für Napoleon
Von 1795 bis 1815 gehörte Luxemburg als Département des Forêts (Wälderdepartement) zu Frankreich. „Zur Franzosenzeit,“ hieß es vor Jahren in einer luxemburgischen Zeitschrift, „wurde der Anbau der Kartoffel stark gefördert. Dabei hatten die revolutionären Herrscher nicht immer die Volksernährung vor Augen. Je mehr Kartoffeln angebaut wurden, desto mehr Getreide konnte für Napoleons Truppen beschlagnahmt werden. Aus diesem Grund mussten die Unterpräfekten genaue Angaben über den Kartoffelanbau machen. Aus ihren Berichten geht hervor, dass damals auf den Äckern des Wälderdepartements schon eine ganze Reihe verschiedener Sorten wuchs, wie ‚Ardenner‘, ‚Française‘ oder ‚Petite souris‘.“
Auch nach der Niederlage Napoleons trachtete man in Luxemburg, das jetzt zum Großherzogtum erhoben worden war, danach, den Anbau der Kartoffel zu fördern. Im Verwaltungsmemorial, dem Amtsblatt des Großherzogtums, wurde die Bevölkerung über die Kartoffel, deren Anbau, Vermehrung und Verwendung aufgeklärt. Im Memorial von 1817 wurden folgende Themen angesprochen: Optimierung des Ertrags der einzelnen Pflanzen durch Absenker, Vermehrung durch Anpflanzen der abgerissenen Triebe der auskeimenden Kartoffel; Vorsichtsmaßnahmen bei der Ernte und Ratschläge zur Aufbewahrung der Kartoffeln, wobei auch das Trocknen der frischen bzw. gefrorenen Kartoffeln behandelt wurde, und wie man daraus Mehl oder Kartoffelstärke gewinnen kann. Die „Verfahrensart, um die Erdäpfel zu einem vortrefflichen Mehl“ zu verarbeiten wurde 1818 noch ausführlicher behandelt, und dass man aus Kartoffeln Branntwein herstellen, oder sie durch das Aussäen ihrer Samen vermehren kann.
Ausjäten der Erdäpfel sei vorteilhafter als Häufeln, meinte man im Memorial von 1819. Dann war wieder die Rede vom Aufbewahren der Kartoffeln, in Fässern (1824), oder in Kästen mit Aschen als Zwischenmaterial (1829). Das Abbrechen der Blüten, womit die Frucht- und Samenbildung unterbunden wird, kann den Ertrag um ein Siebtel vermehren, hieß es 1830, und sollte man seine erfrorenen Kartoffeln nicht in einer Branntweinbrennerei abgeben können, so solle man sie an der Luft trocknen und in der Mühle zu Mehl vermahlen lassen. Man solle die erfrorenen Kartoffeln aber nicht an einem Orte trocknen, wo Ratten und Mäuse freien Zutritt haben, „weil diese auf die mehlichte (sic) Substanz der Erdäpfel sehr gierig sind“.

## Kartoffelschnaps

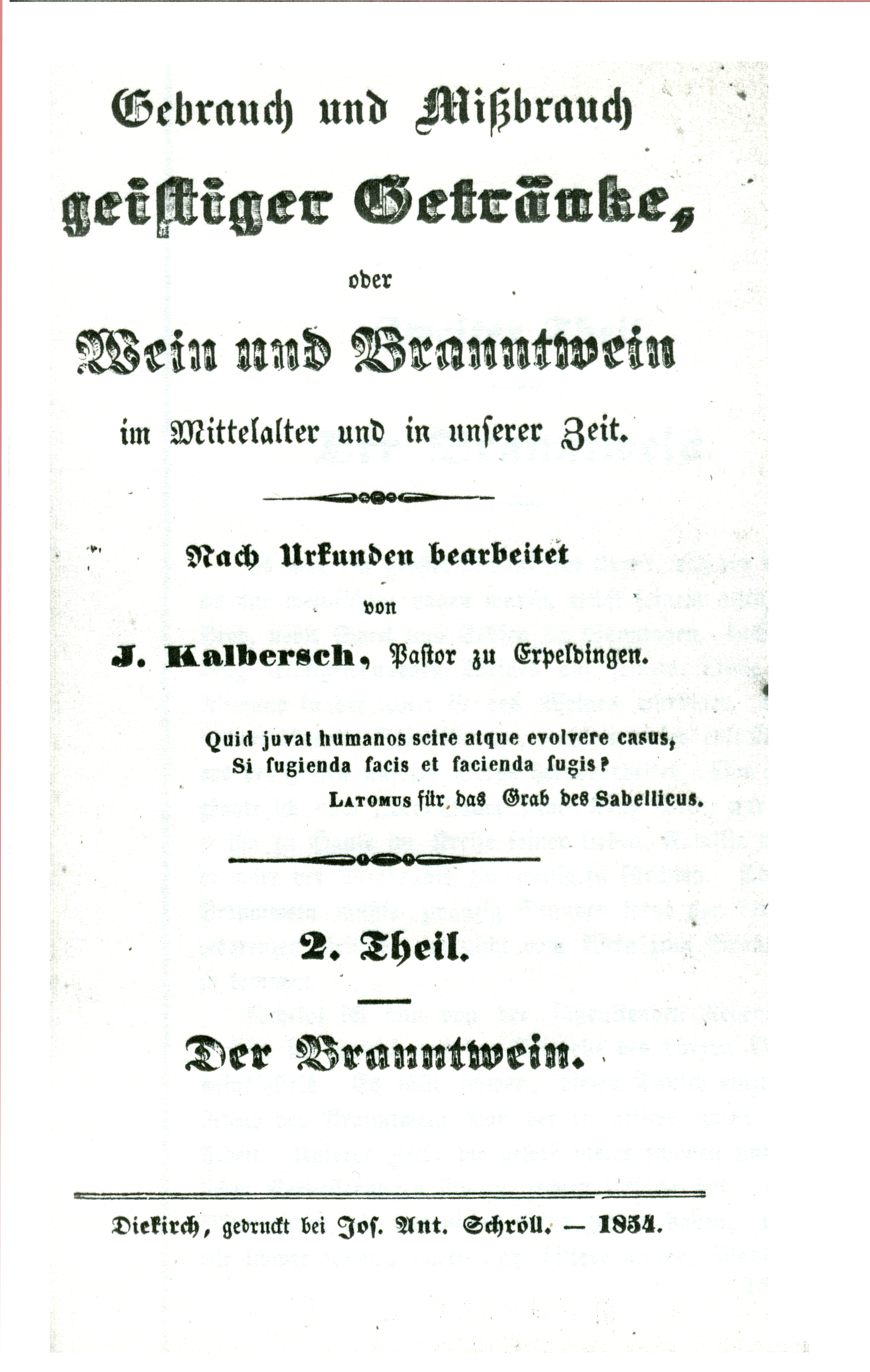
Titelseite der Streitschrift von Joseph Kalbersch gegen den Branntwein (1854)

Dass aus Kartoffeln Branntwein hergestellt werden kann, scheint man spätestens Mitte des 18. Jahrhunderts erkannt zu haben. Um 1787 wurde im Kurtrierischen Kartoffelschnaps gebrannt. Den Durchbruch erlebte die Kartoffelschnapsbrennerei aber erst nach der Erfindung des Pistoriusschen Brennapparats (1817). Der wachsende Kartoffelanbau und die nun preiswertere Herstellungsmethode führten zu einem regelrechten Schnapsboom.
In seinem erbitterten Kampf gegen den Alkoholmissbrauch ging der luxemburgische Geistliche Joseph Kalbersch (1795–1858), Pfarrer in Erpeldingen, im Jahre 1854 insbesondere auch mit dem Kartoffelschnaps zu Gericht: „Wer zuerst sich hat verführen lassen, um aus Grundbirnen Branntwein zu ziehen, weiß ich nicht, verlange es durchaus nicht zu wissen, ganz vergessen, bleibt er noch unglücklich genug. Nur konnte er die Millionen Trübsale nicht leicht voraussehen, die seine Erfindung veranlassen würde.“ Durch das Brennen werde die Kartoffel in ein Gift verwandelt, das von den armen Leuten getrunken werde: arme Bauern, verführte Handwerker, Taglöhner, Dienstleute, hier und dort auch ein reicher Bauer, aber auf dem Weg zur Armut. Und so müsse das Volk hungern, weil ihm die Nahrungsmittel genommen: „Ehe wir die Kartoffeln zu Branntwein verbrannt, und ehe unser Volk in diesem Hungergift sich die Armuth eingetrunken hat, hatte jede Haushaltung, besonders auf dem Lande, an Grundbirnen mehr Überfluß als Mangel. Das weiß jeder, der nur zwanzig Jahre in die Vergangenheit zurückdenkt. Seitdem aber unsere ärmeren Klassen alle Jahre über sieben tausend Ohm Kartoffelpest trinken, haben sie sich in die Unmöglichkeit versetzt, noch Land und Saatkartoffeln zu erwerben.“
Im Jahre 1854 wurde das Branntweinbrennen aus Kartoffeln zwar untersagt, aber nicht auf Grund der von Kalbersch angeführten moralischen Überlegungen, sondern weil die schlechten Ernten von 1852 (Kartoffeln) und 1853 (Getreide) zu einer großen Nahrungsknappheit geführt hatten, die in den Jahren 1853/54 zu einer regelrechten Hungersnot ausartete, und durch die Choleraepidemie von 1854 noch an Dramatik gewann. Dieses Verbot wurde erst drei Jahre später wieder aufgehoben.

## Kartoffelfäule

Phytophthora infestans, der Erreger der Kraut- und Knollenfäule, unter dem Mikroskop. Blattunterseite mit aus den Spaltöffnungen hervorbrechenden Sporangienträgern (Sporangien = Sporenbehälter)

Ein Verbot, aus Kartoffeln oder Getreide Schnaps herzustellen, hatte es aber auch bereits im Mai 1846 gegeben, dies als Folge einer bisher unbekannten Kartoffelkrankheit, die Kartoffelfäule, die im Sommer 1845 erstmals in Luxemburg auftrat.
Sie wird hervorgerufen durch einen Pilz, der heute unter dem wissenschaftlichen Namen Phytophthora infestans bekannt ist. Sein Ursprungsgebiet lag in Zentralmexiko. Der Parasit war im Winter 1843/44 aus Nordamerika, wo er 1843 erstmals in Erscheinung getreten war, mit infizierten Kartoffeln nach Flandern gelangt. Hier blieb er das erste Jahr unbemerkt, um danach umso verheerender zuzuschlagen.
Der größte Teil der europäischen Kartoffelernte des Jahres 1845 fiel der Krankheit zum Opfer. In Luxemburg hatte die Missernte von 1845 zu einer Nahrungsknappheit geführt, die bis 1847 andauern sollte, angeheizt durch die schlechte Getreideernte des Jahres 1846 und rücksichtslose Spekulationsgeschäfte. Daran konnten weder die anfängliche Überwachung und das anschließende Unterbinden des Kartoffelexports, noch das bereits erwähnte Verbot des Schnapsbrennens etwas ändern.
Joseph Kalbersch verstand die Kartoffelfäule als ein göttliches Einschreiten gegen den Missbrauch der Kartoffel zur Herstellung von Schnaps: „Im Jahre [1845] (Kalbersch schreibt : 1846) hatte Gott der Herr es selbst übernommen, das Verbrennen der Grundbirnen zu mäßigen. Ein versengender Gedanke des Ewigen, ein Dies irae, war über die Kartoffelfelder gegangen. In der Mitte des Sommers wurden ihre Fahnen dürr, und die Knollen faulten im Schoose [sic] ihrer sorgsamen Mutter.“ Und doch konnte der Herr nur einen Teilerfolg verbuchen, denn die Brenner ließen sich nicht abschrecken, und in Ermangelung einer besseren Ware verarbeiteten sie dann eben die faulen Knollen. „So wurde dieser stinkende Unrath noch in den Brennkolben geworfen“, entrüstete sich Kalbersch, „und daraus ein Gift getrieben, mit dem man alle Pferde und Ochsen im Lande hätte können sterben thun.“
Die Kartoffelfäule, genau wie andere Katastrophen, stellte auch für Nicolas Nilles, damals Pfarrer in Tüntingen und später Professor an der Universität von Innsbruck, eine klare Strafe Gottes dar. In seinem 1856 veröffentlichten Buch Cholera, Kartoffelkrankheit, Dürre, Überschwemmung, Hagelschlag, Erdbeben und Krieg, Theuerung und Noth hieß es dementsprechend: „Dem Christen ist (…) das Fehlschlagen der Lebensmittel auf dem Felde und die dadurch verursachte Theuerung und Noth (…) die Vollziehung eines gerechten Strafgerichtes Gottes; aber zugleich eine gütige, eine milde und barmherzige Züchtigung. Diese Plage ist, mit anderen Worten, Gerechtigkeit und Strenge mit Güte und Barmherzigkeit gepaart.“

## Kartoffelkäfer
Der Kartoffelkäfer, der genau wie der Erreger der Kartoffelfäule aus Amerika über den Atlantik nach Europa gekommen war, wurde in Luxemburg erstmals am 23. Juni 1936 in Steinsel (Müllendorf) festgestellt, zugleich wurden Larven des Käfers in Mamer gefunden. Im Juli 1936 wurde in Mamer ein neuer Herd entdeckt, weitere Vorkommen gab es in Limpertsberg und Neuhäuschen. Einer Zeitungsnotiz nach soll am Samstag, dem 11. Juli 1936, auch in Differdingen ein Kartoffelkäfer gefunden worden sein, und zwar von einem Schüler bei der Schule, einem ziemlich atypischen Fundort. Eine „offizielle“ Bestätigung dieses Fundes scheint es nicht gegeben zu haben, so dass die Frage offenbleibt, ob es sich hierbei wirklich um den Kartoffelkäfer gehandelt hat, oder ob eventuell eine Verwechslung vorgelegen hat, wie dies beispielsweise Ende Juni 1936 in Bissen mit dem Marienkäfer oder in Wiltz mit dem Lilienkäfer der Fall gewesen war. Der Kartoffelkäfer war von nun an jedenfalls definitiv in Luxemburg eingebürgert und konnte sich in den Folgejahren über das ganze Land verbreiteten.

## Sprachliches
Die Kartoffel heißt heutzutage in Luxemburg Gromper. Mitte des 19. Jahrhunderts wurde die Kartoffel in Ganglers Lexicon der Luxemburger Umgangssprache (1847) aber noch immer Grompir genannt, eine Bezeichnung, die unter der Form „Krombièr“ in der Luxemburger Flora von Krombach (1875) bis in das letzte Viertel des 19. Jahrhunderts überlebt hat. Im Dixionèr fun de Planzen (Wörterbuch der Pflanzen), den der Zahnarzt Joseph Weber 1890 veröffentlicht hat, kommt nur noch der Name Gromper vor, genauso wie in der Flora der Heimat von Edmond J. Klein aus dem Jahre 1897. Im Rheinfränkischen finden wir den Begriff Grumbir und im Pfälzischen die Bezeichnungen Grumbeere oder Grombeere, klare Übergangsformen von der hochdeutschen Grundbirne zur luxemburgischen Grompir bzw. Gromper!
Andere luxemburgische Bezeichnungen für die Kartoffel sind Badatten oder Padatten (vom französischen patates, ursprünglich Süßkartoffeln) sowie, spaßig gemeint, Buppen oder Bippercher. In Bondorf gibt es Mierben und Meerben.
Die „Augen“ der Kartoffel wurden im Luxemburgischen Batz genannt, eine der Bedeutungen des Wortes, die in den 1930er Jahren noch geläufig war, während heute mit Batz nur noch das Gehäuse des Apfels gemeint ist. Wenn die Augenknospe auskeimen, werden sie zu Kéngen, d. h. Kartoffeltrieben.
Aus dem Engerling des Maikäfers, ursprünglich Kiewerleksmued (Maikäfermade) oder wäisse Mued (weiße Made) genannt, wurde nach der Einbürgerung der Kartoffel mit der Zeit ein Gromperemued (Kartoffelmade).
Nach seiner Einwanderung wurde aus dem Kartoffelkäfer im Luxemburgischen der Gromperekäfer; andere Neologismen wie Gromperebock oder Gromperekiewerlek haben sich kaum durchgesetzt.

## Die Kartoffel in der Sage
Von einem Müllerknecht aus Reckingen, einer alten Hexe und verhexten Kartoffeln handelt eine der vielen Sagen, die Nicolas Gredt 1883 in seinem Sagenschatz des Luxemburger Landes veröffentlicht hat.